# Romuald Wernik
Romuald Wernik (ur. 16 lutego 1924 w Zdołbunowie na Wołyniu, zm. 23 lutego 2011 w Londynie) – historyk sztuki, pisarz, publicysta, działacz polonijny, działacz kresowy, członek I Rady Rzeczypospolitej Polskiej.
W kwietniu 1940 r. deportowany wraz z rodziną przez NKWD pod Archangielsk w północnej Rosji. Po układzie Sikorski-Majski wstąpił w Uzbekistanie do 5 Kresowej Dywizji Piechoty. W wyniku wypadku nie mógł jednak wziąć udziału w walkach na froncie. Kształcił się w Junackiej Szkole Kadetów w Palestynie, zdał tam maturę. W 1946 wyjechał do Anglii, osiadając tam na stałe.
Ukończył historię sztuki w Londynie, następnie pracował jako dekorator wnętrz. Prowadził też galerię sztuki polskiej i sprzedawał antyki. W 1954 r. zawarł związek małżeński. Aktywnie zaangażował się w życie Polonii w Wielkiej Brytanii. Był m.in. członkiem Komitetu Wykonawczego Ligi Niepodległości Polski oraz I Rady Rzeczypospolitej Polskiej.
Po przemianach społecznych w Polsce w 1989 r. nawiązał ścisły kontakt z organizacjami kresowymi. Ze względu na doświadczenia rodzinne (kuzynka jego matki zastałą zamordowana siekierą przez swego męża, Ukraińca, i swoich synów, którzy uznawali się za Ukraińców) zajął się tematyką ludobójstwa Polaków na Wołyniu i w Małopolsce Wschodniej.
Pełnił wiele funkcji społecznych. Był prezesem Związku Ziem Wschodnich II Rzeczpospolitej, prezesem Towarzystwa Uczczenia Ofiar Ukraińskiego Ludobójstwa, członkiem Towarzystwa Pomocy Polskiemu Uniwersytetowi w Wilnie oraz wiceprzewodniczącym Dyrektoriatu Światowego Kongresu Kresowian. Jeszcze w Szkole Kadetów debiutował jako autor artykułów w piśmie „Kadet” i gazetach wojskowych. W latach 1952–1953 redagował miesięcznik „Młodzież”. Pisał artykuły o sztuce oraz o relacjach polsko-ukraińskich i polsko-rosyjskich dla wielu gazet polonijnych w Wielkiej Brytanii i Kanadzie. Od 1990 r. pisał też dla pism ukazujących się w Polsce, w tym do „Twojego Stylu” i „Dziennika Polskiego”. Od 1986 r. zaczął też publikować swoje książki, zostając członkiem Związku Pisarzy Polskich na Obczyźnie. W 1989 r. został też członkiem Stowarzyszenia Pisarzy Polskich w Warszawie.

## Twórczość (wybrane tytuły)
- Z Chamsinu w mgłę (1988)
- Piołuny losów (1991)[5]
- Smak miodu (1994)[6]
- Białe nice i czarne dni (1995)[7]
- Smak chleba i popiołu (1997)[8]
- Habit i nagan (2000)[9]
- W Zdołbunowie zakwitły kaczeńce. 6 opowiadań o kresach (2001)[10]
- Smak piołunu (2001)[11]
- Czarcie drzewo (2002)[12]
- Nie wrócą bociany na Graniczną. Opowieść Kresowa (2006)[13]

## Nagrody
- Nagroda Fundacji płk. J. Sochackiego (1995)
- Nagroda Literacka Stowarzyszenia Pisarzy Polskich za Granicą (2010)[14]